# Isocréosol
L'isocréosol est un composé aromatique de formule C8H10O2, constitué d'un cycle de benzène, substitué par un groupe hydroxyle (phénol), un groupe méthoxyle et un groupe méthyle en positions 1, 2 et 5. Il peut être considéré comme un dérivé méthylé du gaïacol ou le dérivé méthoxylé du métacrésol. C'est un isomère de position du  créosol qui ne diffère que par l'inversion de position des groupes hydroxyle et méthoxyle.